# طاهر الجزایری
طاهر الجزایری (۱۸۵۲-۱۹۲۰) ادیب و زبان‌شناس عرب سوری بود. برای ساخت «دارالکتب الظاهریه» یاری رساند.

## آثار
- التقریب الی أصول التعریب
- الجواهر الکلامیة فی العقائد الإسلامیة
- شرح خطب ابن نباته
- الفوائد الجسام فی معرفة خواص الأجسام
- کتاب فی الحساب والمساحة